# 封闭社会
封闭社会（英語：Closed Society）与开放社会相对，这一概念由法国犹太裔哲学家亨利·柏格森提出。英国奥地利裔哲学家卡尔·波普尔在第二次世界大战期间进一步拓展了这一概念。
柏格森将封闭社会描述为一个封闭的法律体系或者宗教体系，它是静止的，就像一颗封闭的心灵。他认为，如果所有文明消失殆尽，封闭社会的本质将会存留下来。
卡尔·波普尔在《开放社会及其敌人》中指出，神秘的或部落的或集体主义的社会也可以称为封闭社会，是政治单极、文化单元的社会。封闭社会里，权力更替常常只能用暴力革命完成。